# Parc provincial Atikaki
Le parc provincial Atikaki (anglais : Atikaki Provincial Park) est un parc provincial du Manitoba situé entre le lac Winnipeg et la frontière de l'Ontario. Le parc a été inscrit sur la liste indicative du patrimoine mondial en 2004.

## Géographie
Le parc partage ses limites avec le parc provincial ontarien Woodland Caribou à l'est et le parc provincial Atikaki-Sud au sud.